# Tuần lộc Rudolph Mũi đỏ
Chú Tuần lộc Rudolph Mũi đỏ là một con tuần lộc hư cấu với cái mũi màu đỏ và nằm trong chín con tuần lộc kéo xe của ông già Nô en để phát quà trong đêm Giáng sinh, nó được nhà văn Robert L. May tiểu thuyết hóa bắt nguồn từ một cuốn sách năm 1939 và sau đó được khắc họa trong nhiều câu truyện, bài hát và bộ phim về ông già Noel và cỗ xe trượt tuyết do các con tuần lộc kéo của ông ấy.

## Câu chuyện

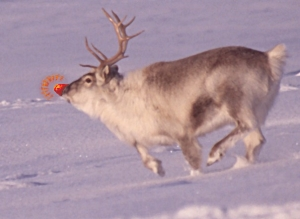
Một con tuần lộc được vẽ thêm mũi đỏ

Hình ảnh trích trong bộ phim truyền hình "Tuần lộc Rudolph Mũi đỏ" từ năm 1964 trên đài NBC và CBS

Thường thường hàng năm, đến ngày trước Giáng sinh, ông già Noel sẽ chọn ra 8 chú tuần lộc khỏe mạnh và tốt nhất trong ngôi làng của ông ở Bắc cực để kéo chiếc xe trượt tuyết, cùng ông chở quà. Rồi có một chú tuần lộc nhỏ xuất hiện tên là Rudolp bị những chú tuần lộc khác trêu chọc vì chú có một cái mũi rất to và đỏ, khác hẳn với những con tuần lộc khác. Rudolph cũng đến xin được kéo xe trượt tuyết cho ông già Noel, nhưng ban đầu bị từ chối. Sau đó do đêm tối không thấy đường, ông già Noel mời chú dẫn đầu đoàn tuần lộc và Rudolph đã dẫn đầu đoàn xe kéo soi đường cho mọi người với chiếc mũi đỏ và sáng của mình, vượt qua bão tuyết để đưa ông già Noel đi phân phát quà Giáng sinh.

## Khoa học
Ngày nay, người ta cho rằng Câu chuyện về chú tuần lộc mũi đỏ dị có thể được xây dựng dựa trên sự thực vì tìm hiểu về luồng nhiệt tỏa ra từ những con tuần lộc khi chúng ăn, người ta thấy rằng, trong khi hầu hết cơ thể của những con vật này được bộ lông bảo vệ tốt, mũi của chúng sẽ phát sáng màu cam rực rỡ trong các bức thu được do lượng lớn nhiệt tỏa ra vì tuần lộc có sự tập trung cao các mạch máu ở mũi và môi để giữ ấm và tăng tính nhạy cảm cho chúng khi sục sạo trong tuyết để tìm kiếm thức ăn. Khi tuần lộc tìm kiếm thức ăn dưới tuyết, mũi của chúng tiếp xúc với nhiệt độ rất thấp. Chúng cần phải duy trì sự nhạy cảm để biết mình thực sự đang ăn gì. Chúng bơm máu nóng tới mũi, đồng nghĩa với việc chiếc mũi sẽ hơi đỏ do lượng lớn máu đổ dồn về đó. Chỉ tính riêng ở vị trí mũi, số mạch máu của tuần lộc đã gấp 25% số mạch máu của người, điều này dẫn tới việc mũi của tuần lộc trở nên đỏ ửng trong thời tiết lạnh.